# George Orwell
George Orwell, vlastním jménem Eric Arthur Blair (25. června 1903 Motihari, Bengálsko – 21. ledna 1950 Londýn), byl britský novinář, esejista a spisovatel. Ve svých dílech se zabýval kritikou totalitarismu a vyzdvihováním ideálů demokratického socialismu. Světovou popularitu si získaly jeho alegorické antiutopické romány Farma zvířat (1945) a 1984 (1949) popisující nehumánnost totalitních režimů. Mezi Orwellova úspěšná díla dále patří například Cesta k Wigan Pier (1937) nebo Hold Katalánsku (1938), ve kterém líčí své zážitky ze španělské občanské války.

## Biografie
George Orwell se narodil v Indii, jež byla tehdy součástí Britského impéria a kde jeho otec Richard Walmesley Blair (1857–1939) pracoval jako úředník. Když bylo Orwellovi kolem jednoho roku, odvezla ho jeho matka Ida Mabel Blairová (1875–1943) do Anglie. Otce viděl až za několik let. Měl dvě sestry, starší Marjorie (1898–1946) a mladší Avril (1908–1978). Vyrůstal v Oxfordshiru a podle místní říčky Orwell si později zvolil pseudonym. Svou rodinu později popsal jako „nižší vyšší střední třídu“.
Vystudoval soukromou střední školu a prestižní Eton College. Jelikož mu rodiče nemohli platit studium na univerzitě, začal v roce 1922 pracovat pro Indickou imperiální policii v tehdejší Britské Indii (v Barmě). Zde jsou počátky jeho nenávisti k imperialismu a také se zde začal klonit k levicové politice. Své zážitky popsal v románové prvotině Barmské dny (anglicky Burmese Days), vydané v roce 1934.
V roce 1927 se Orwell vrátil zpět do Anglie, začal psát eseje a pracovat jako novinář. Nějakou dobu žil na ulici jako tulák a pohyboval se mezi spodinou společnosti. Zkušenost zúročil například v knize Na dně v Paříži a Londýně (anglicky Down and Out in Paris and London), vydané v roce 1933. Politické události v Evropě se ho silně osobně dotýkaly, a tak se stal socialistou, antifašistou a kritikem všech nedemokratických politických tendencí.
Po roce 1936 odjel do Španělska, nejprve jako reportér, poté se jako dobrovolník zapojil do španělské občanské války, kde bojoval na vládní straně v jednotkách milicí POUM (Dělnické strany marxistického sjednocení). Zážitky z působení ve španělské občanské válce popsal v knize Hold Katalánsku, v níž líčí i těžké zranění z 20. května 1937, kdy byl zasažen do krku fašistickým odstřelovačem. V roce 1938 žil půl roku v Maroku.
Do roku 1940 psal recenze na knihy pro Nový anglický týdeník. Druhé světové války se neúčastnil kvůli vleklé tuberkulóze. V roce 1940 zahájil práci pro BBC a svými komentáři přispíval do novin a časopisů. Toto zaměstnání opustil v roce 1943.
Těsně před svou smrtí roku 1949 napsal svůj nejznámější román 1984. Zemřel na tuberkulózu ve věku 46 let.

## Osobní život
Orwell byl dvakrát ženatý. Jeho první manželkou byla Eileen O'Shaughnessy, se kterou zůstal až do její smrti v roce 1945. Společně s Eileen adoptovali v červnu 1944 třítýdenního chlapce jménem Richard Horatio. Po Orwellově smrti v roce 1950 se ho ujala Orwellova sestra se svým mužem.
Po smrti první manželky se Orwell cítil velmi osamělý a usilovně hledal pro sebe i svého syna náhradu. Celkem požádal o ruku čtyři ženy, jeho žádost přijala až Sonia Brownellová, se kterou se oženil v říjnu 1949, pouhé tři měsíce před svou smrtí.

## Názory
Psal knihy o diktaturách, sám se totiž cítil být socialistou, což dokazuje jeho citát: „Každou řádku, kterou jsem od roku 1936 napsal a která stojí za zmínku, jsem přímo či nepřímo psal proti totalitarismu a pro demokratický socialismus, jak jej chápu.“
Jeho náboženské názory byly složité, problematické. Byl členem anglikánské církve a pravidelně se účastnil bohoslužeb. Obě jeho svatby i pohřeb vedl na jeho přání anglikánský kněz. Ve svém literárním díle (zejm. v románu Farářova dcera) však církev i náboženství spíše kritizoval z pozic levicového ateismu. I některé kritiky zmiňují, že se rozešel s křesťanstvím či obecně s náboženstvím, ale zachoval si vlastní morální kód inspirovaný například i buddhismem. Orwellův životopisec Stephen Ingle k tomu napsal, že „spisovatel George Orwell se holedbal svým ateismem, zatímco člověk Eric Blair si uchoval hluboce zakořeněnou zbožnost“.

## Dílo
Jeho knihy a eseje se netýkají jen politiky, ale komentují život své doby a zabývají se sociálními tématy. Magazín The Times ho v roce 2008 zařadil na druhé místo v seznamu 50 nejvýznamnějších britských spisovatelů od roku 1945.
V komunistickém Československu byl Orwell na seznamu zakázaných autorů, jeho knihy nemohly oficiálně vycházet. Jeho knihy v češtině vycházely v exilových nakladatelstvích a současně se v Československu opisovaly a šířily formou samizdatu.

### Romány
- Na dně v Paříži a Londýně, Ústřední dělnické knihkupectví a nakladatelství 1935 (Down and Out in Paris and London, 1933) – Orwellovy zážitky z doby, kdy se jako tulák pohyboval mezi chudými.
- Barmské dny, Volvox Globator 1998, ISBN 80-7207-164-5 (Burmese Days, 1934) – život v malé koloniální barmské vesnici rozvíří příjezd mladé anglické dámy. Orwell knihu napsal na základě svých zkušeností při pobytu v Barmě v letech 1922–1927.
- Farářova dcera, Volvox Globator 2000, ISBN 80-7207-337-0 (A Clergyman's Daughter, 1935) – zamyšlení nad smyslem víry v Boha a nechtěný útěk dcery vesnického faráře do zcela odlišného prostředí.
- Bože chraň aspidistru, Volvox Globator a KGB 2001 ISBN 80-7207-395-8 (Keep the Aspidistra Flying, 1936)
- Cesta k Wigan Pier, Argo 2011 (The Road to Wigan Pier, 1937) – první část tvoří reportáž o životních podmínkách horníků na severu Anglie, v druhé části Orwell popisuje svůj vztah k socialismu.
- Hold Katalánsku, Odeon 1991 (Homage to Catalonia, 1938) – zážitky z působení ve španělské občanské válce
- Nadechnout se, Odeon 2003, ISBN 80-207-1136-8 (Coming Up For Air, 1939) – méně známý román ze střední Anglie, líčící útěk do vzpomínek a střet s realitou. V roce 2021 byl román zpracován v Českém rozhlasu Brno jako desetidílná četba na pokračování. Z překladu Petra Kopeckého pro rozhlas upravil Marek Horoščák, dramaturgie Alena Blažejovská, v režii Radima Nejedlého četl Petr Kubes.[11]
- Válečný deník – zážitky ze života v Anglii během 2. světové války
- Farma zvířat, nakladatelství I. L. Kober 1946 (Animal Farm, 1945)
- 1984, Index 1984, Naše vojsko 1991 (Nineteen Eighty-Four, 1949)

### Výbory z esejů v češtině
- V břiše velryby, esej o Henrym Millerovi, Votobia 1996, ISBN 80-7198-124-9, přeložila Adéla Václavková, verše přebásnil Petr Pistorius
- Úpadek anglické vraždy a jiné eseje, Votobia 1995, ISBN 80-85885-62-X, přeložila Alena Caklová – seznam esejů: Úpadek anglické vraždy, Poprava, Výsada kléru, Jak umírají chudí, Rudyard Kipling, Raffles a slečna Blandishová, Charles Dickens, Umění Donalda McGilla, Poznámky o nacionalismu, Proč píšu
- Uvnitř velryby a jiné eseje, Atlantis 1997, ISBN 80-7108-140-X, přeložila Kateřina Hilská

### Významné eseje
(do seznamu nejsou zahrnuty Orwellovy drobnější eseje, sloupky a fejetony)
- A Hanging (1931, překládáno Poprava či Poprava oběšením, vyšlo v obou českých výborech) – črta, líčící popravu indického vězně, které se Orwell zúčastnil v Indii jako člen ostrahy
- Shooting an Elephant (1936, překládáno Střílení na slona, vyšlo ve sbírce Uvnitř velryby a jiné eseje) – autobiografická esej, popisující Orwellovy zkušenosti z dob jeho práce v koloniální policii
- Charles Dickens (1939, vyšlo v obou českých výborech, titul nepřekládán) – poměrně kritický rozbor díla Charlese Dickense
- Boys' Weeklies (1940, překládáno Týdeníky pro kluky, vyšlo ve výboru Uvnitř velryby a jiné eseje) – literární rozbor „školních povídek“ v chlapeckých časopisech Orwellovy doby
- Inside the Whale (1940, překládáno Uvnitř velryby či V břiše velryby, vyšlo ve sbírce Uvnitř velryby a jiné eseje a také samostatně) – velmi různorodá literárně kritická esej, věnovaná především moderní anglické literatuře
- Wells, Hitler and the World State (1941, překládáno Wells, Hitler a Světový stát, česky ve sbírce Uvnitř velryby a jiné eseje) – kritika Wellsových utopických vizí
- The Art of Donald McGill (1941, překládáno Umění Donalda McGilla, vyšlo v obou českých výborech) – literární rozbor dobových pohlednic s kreslenými vtipy
- Looking Back on the Spanish War (1943, překládáno jako Ohlédnutí za španělskou válkou, vyšlo ve výboru Uvnitř velryby a jiné eseje) – politický rozbor španělské občanské války, jakýsi esejistický dodatek k románu Hold Katalánsku
- W. B. Yeats (1943, vyšlo ve výboru Uvnitř velryby a jiné eseje, titul nebyl přeložen) – vlastně recenze na biografii Williama Butlera Yeatse
- Benefit of Clergy: Some notes on Salvador Dali (1944, v obou českých výborech pod názvy Výsada kléru a Výsada kněžstva) – recenze a reakce na Dalího autobiografii, ústící do úvahy o tom, zda může být někomu odpouštěna zvrhlost, pokud je spojena s mimořádným talentem
- Arthur Koestler (1944, vyšlo ve výboru Uvnitř velryby a jiné eseje bez přeložení názvu)
- Notes on Nationalism (1945, česky pod názvem Poznámky o nacionalismu ve výboru Uvnitř velryby a jiné eseje) – klasifikace a kritika nacionalistické politiky
- How the Poor Die (1946, česky pod názvem Jak umírají chudí v obou výborech) – autobiografická črta, popisující Orwellův pobyt v chudinské nemocnici v Paříži
- Politics vs. Literature: An Examination of Gulliver's Travels (1946, česky pod názvem Politika versus literatura ve výboru Uvnitř velryby a jiné eseje) – rozbor Gulliverových cest Jonathana Swifta
- Politics and the English Language (1946, česky pod názvem Politika a anglický jazyk ve výboru Uvnitř velryby a jiné eseje) – esej o anglické stylistice, kritizuje klišé v mluvě anglických politiků
- Second Thoughts on James Burnham (1946, česky nejspíš Další názory na Jamese Burnhama, nicméně v češtině nevyšlo)
- Decline of the English Murder (1946, česky pod názvem Úpadek anglické vraždy v obou výborech) – fejeton, zabývající se ideální vraždou z hlediska čtenářů novin
- Some Thoughts on the Common Toad (1946, česky pod názvem Zamyšlení nad žábou obecnou ve výboru Uvnitř velryby a jiné eseje) – esej o zapomínaných symbolech jara, jako hlavní z nich je uvedena žába
- A Good Word for the Vicar of Bray (1946, česky pod názvem Přímluva za vikáře z Bray ve výboru Uvnitř velryby a jiné eseje) – esej o záslužnosti sázení stromů
- In Defence of P. G. Wodehouse (1946)
- Why I Write (1946, česky pod názvem Proč píšu v obou výborech) – esej o důvodech, proč se spisovatelé rozhodují psát
- The Prevention of Literature (1946, česky pod názvem Zakazování literatury ve výboru Uvnitř velryby a jiné eseje) – esej, vyjadřující Orwellovy názory na cenzuru
- Such, Such Were the Joys (1946, česky pod názvem Takové to byly radosti ve výboru Uvnitř velryby a jiné eseje) – delší autobiografická črta, zabývající se autorovým studiem na soukromé škole St Cyprian a popisující jeho otřesné zkušenosti s dobovým vzdělávacím systémem
- Lear, Tolstoy and the Fool (1947, česky pod názvem Lear, Tolstoj a šašek ve výboru Uvnitř velryby a jiné eseje) – polemika s Tolstým ohledně Shakespeara
- Reflections on Gandhi (1949, česky pod názvem Úvahy o Gándhím) – esej o úloze Gándhího v indickém boji za nezávislost